# Molí del Pla II
El Molí del Pla II és una obra de Santa Maria d'Oló (Moianès) inclosa a l'Inventari del Patrimoni Arquitectònic de Catalunya.

## Descripció
Es tracta d'un dels dos molins fariners que es troben prop de la Riera del Molí en el seu pas per sota Sant Feliuet de Terrassola. Es creu que el molí podria datar-se al segle xviii, si es té en compte la inscripció a la llinda de la porta d'accés de l'edifici: 1739.
El molí que ens ocupa té unes dimensions molt superiors a les del Molí del Pla I. En aquest cas, es conserva la façana principal i les parets; la coberta ha estat enderrocada. És molt possible que tingués tres pisos: carcabà, sala de molta i habitatge. Potser tenia un quart nivell però és difícil de saber, igual que és impossible identificar la resta d'elements que s'empraven per al procés de molta. De fet, només es conserva la mola sotana.
És important la gran bassa situada en el nivell superior, directament oposada a la façana d'accés. El cacau té 2m de diàmetre i està fet amb maons. A la paret de la bassa, en el seu costat esquerre, s'aprecia el sobreeixidor amb les marques on estava l'arqueta de tancament.